# Hypaeus furcifer
Hypaeus furcifer är en spindelart som beskrevs av Simon 1900. Hypaeus furcifer ingår i släktet Hypaeus och familjen hoppspindlar. Inga underarter finns listade i Catalogue of Life.